# Eccitato
Eccitato è l'ultimo album di Leone Di Lernia, pubblicato nel 2012 e suddiviso in 18 brani.

## Tracce
1. Eccitato
2. Davide Dimentichi
3. Foggia Style (PSY - Gangnam Style)
4. Sciettatindomare
5. Licenziato
6. Gaccia Ad'ave
7. Esaurita
8. Mery
9. Dormi (Erika - Right Or Wrong)
10. Sessant'anni (Dj Ross - Floating In Love)
11. Un Leone Su Marte (Hotel Saint George - Looking 4 A Good Time)
12. Disco Strunz (Cristian Marchi - Disco Strobe)
13. La Vita È Bella (Billy More - I Keep On Burning)
14. Canale 2 (Billy More - Come On And Do It)
15. Chinotto (Paps'n'skar- Get It On)
16. È Una Pernacchia (Billy More - Up&Down)
17. Pappagallo (D.E.A.R. - Think Of You)
18. Il Ballo Del Leone